# Королівство (телесеріал, 2014)
«Королівство» (англ. Kingdom) — американський драматичний телесеріал, створений Байроном Баласко, та випущений 8 жовтня 2014 — 2 серпня 2017 року на Audience Network.

## Сюжет
Сюжет серіалу «Королівство» будується навколо бійців різних стилів, що тренуються в залі чемпіона Альві Куліна.
У Альві було бурхливе минуле. Він зависав з повіями, вживав наркотики й не зважав на гаразди дружини й двох синів. Але прийшла пора змін, і у героя з'явився свій зал, чистий від дурману розум і кохана дівчина Ліза Прайс.
На цей час Куліна старшого хвилюють тільки спортивна кар'єра молодшого сина Нейта і фінансові складнощі із забезпеченням свого маленького бізнесу. Другий син, Джей, остаточно відбився від рук, вже рік не виходить на ринг і витрачає час виключно на пороки й неробство.
Після чотирьох років в'язниці на свободу виходить старий приятель Альві, на ім'я Райан. У них прекрасні відносини, попри любов до однієї жінки. Райан починає допомагати в тренуваннях Нейта на громадських засадах, але Калин планує повернути друга в лад, тим самим прорекламувавши зал.
Події розгортаються стрімко після гучної перемоги Нейта і нападу на нього випадковими знайомими батька.

## Опис сезонів

### Сезон 1
Розповідається про місце, яке абсолютно не нагадує казкове королівство. Телесеріал "Королівство" розповідає про тренажерний зал, в якому займаються бійці ММА.  Приміщення належить закоханій парі Альві й Лізі, які докладають усіх зусиль, щоб утримати зал на плаву. Альві покладає величезні надії на одного зі своїх синів — Нейта. Він дуже  перспективний боєць, якому вже пророкують прекрасне майбутнє у світі кривавого спорту. А ось Джей, інший син чоловіка, знаходиться зі своїм батьком у сварці. Відносини між батьком та дітьми дуже заплутані. А ще сильніше ускладнює справу приїзд Раяна, який так само колишній чемпіон ММА. Це колишній хлопець Лізи, яка зараз зустрічається з Альві.

### Сезон 2
Не все складається вдало в житті Нейта. Він тільки звільнився з ув'язнення (термін заробив за торгівлю наркотиками), як нові проблеми звалилися на його голову. Сім'ї потрібні гроші. Але хлопець твердо вирішив, що до в'язниці він більше не повернеться. Всі спроби заробити чесним шляхом не принесли бажаного результату: грошей катастрофічно не вистачає. Спосіб швидко заробити, не порушуючи при цьому закону один — вуличні бої, які приносять не поганий дохід переможцю. Хлопець зараз у прекрасній фізичній формі, плюс щоденні тренування до знемоги, тож у підсумку він піддається умовлянням батька і виходить на вулицю як боєць. Успіх не змусив себе довго чекати, одна перемога випливає за іншою. Нарешті сім'я перестає терпіти нестатки. Але все виявилося набагато складніше, ніж спочатку передбачав наш герой. Доля приготувала йому черговий сюрприз.

### Сезон 3
У двох попередніх частинах Альві Куліна потрапляв до безлічі неприємних ситуацій. У чоловіка безумовно є талант притягувати неприємності. На початку 3 сезону серіалу "Королівство" він прокидається на пляжі від того, що його намагаються привести до тями двоє поліцейських. Дивом не отримавши кулю за носіння зброї, він взяв отриману статуетку і пішов додому згадувати, як саме пройшла церемонія нагородження кращого тренера року. Тим часом сини героя намагаються вирішити виникаючі у них проблеми. Найскладніше Джею, у якого недавно народилася дитина. Після народження первістка хлопець пішов з рингу і влаштувався рієлтором в місцеву компанію. Тепер він намагається продавати будинки клієнтам, що виходить у нього не дуже то і добре — то він з господарями не домовиться, то на угоду запізниться. Нейт допомагає Джею і Крістіні справлятися з малюком, поки вони намагаються заробити грошей, але при цьому він захоплений власними прагненнями. Хлопцеві не терпиться вийти на поєдинок з Дік Соком, щоб наблизитися до більш вагомих суперників. Альві наполегливо тренує Нейта і Раяна, який буде виступити разом з ними й буде битися з Андерсоном. І якщо Раян переможе в цьому бою, то йому відкриється дорога в UFC. Але Альві й самому належить повернутися на ринг і Гаро робить йому пропозицію, від якої важко відмовитися. Після цього життя героя дуже змінилось.

## У ролях
- Френк Грільо, як Альві Куліна, батько Джея та Нейта. Власник спортивного клубу. Він вийшов на пенсію, боєць ММА, який зараз тренує винищувачів ММА у своєму тренажерному залі.
- Кіле Санчес, як Ліза Принц, подруга Альві, вона керує діловою стороною тренажерного залу.
- Метт Лоурі, як Раян Уілер, колишній КМС, який починає тренуватися знову як винищувач. Він все ще закоханий у Лізу.
- Джонатан Такер, як Джей Куліна старший син Альві та Крістіни, старший брат Найта.
- Нік Джонас, як Натаніель "Нейт" Куліна,  молодший син Крістіни.
- Джоанна, як Крістіна Куліна, колишня дружина Елві та мати Джея та Нейта. Вона є колишня наркоманка і дівчина легкої поведінки, що негативно впливає на Джея.
- Джульєтта Джексон, як Шелбі(сезон 1-3)
- Вальтер Хаузер, як Кіт (сезон 1-3)
- Мак Брандт, як Мак Салліван, медсестра та особистий друг і постачальник наркотиків Кулінас (сезон 1-3)
- Наталі Мартінес, як Алісія Мендес, майбутній винищувач і новий клієнт Лізи (сезон 2).
- Джозеф Серна як Лікар (1- сезон)
- Кірк Ачеведо як Домінік Рамос (3 сезон)
- Ронні Джин Блевінс, як Майкл(4 епізоди, 1 сезон)
- Маріо Перес як Карлос, член банди, який бере участь у побитті Нейта (4 епізоди, 1 сезон)
- Меган Рат, як Тетяна, фізіотерапевт Нейта (3 епізоди, сезон 1)
- Джеймі Харріс, як Террі, англійська сутенера Крістіни (сезон 1-3)
- Джай Родрігес, як Дієго Діаз, фізіотерапевт Нейта після того, як Тетяна пішла у відставку (3 епізоди, 1 сезон)
- Брайан Каллен, як Гаро Кассабіан, борець-промоутер (сезон 1-3)
- Джо Стівенсон, як бойовий тренер "Папа"  (3 епізоду, сезон 1)
- Філ Абрамс, як доктор Крамер, терапевт Альві (2 епізоди, сезон 1)
- Джеймі Кеннеді, як промоутер боротьби (2 епізоди, сезон 1)
- Дін Стоун(5 епізодів, 1-2 сезон)
- Джессіка Шогр, як Лаура Мелвін, професійний фотограф (5 епізодів, сезон 2)
- Марк Консуелос, як Шон Чапас, друг Алві (сезон 2)
- Андрій Ройо, як власник Гавайського заходу сонця (2 епізоду)[2]

## Список серій
|      | Назва серії                                           | Дата виходу       |
| 1x01 | Set Yourself on Fire                                  | 8 жовтня 2014     |
| 1x02 | Glass Eye/ Скляне око                                 | 15 жовтня 2014    |
| 1x03 | Piece of Plastic/Пластик                              | 22 жовтня 2014    |
| 1x04 | Flowers/Квіти                                         | 29 жовтня 2014    |
| 1x05 | Eat Your Own Cooking/Їж те, що сам приготував         | 5 листопада 2014  |
| 1x06 | Please Refrain from Crying/Будь ласка, стримай сльози | 12 листопада 2014 |
| 1x07 | Animator/Аніматор                                     | 19 листопада 2014 |
| 1x08 | The Gentle Slope/Плавний схил                         | 26 листопада 2014 |
| 1x09 | Cut Day/Скорочений день                               | 3 грудня 2014     |
| 1x10 | King Beast/Король звірів                              | 10 грудня 2014    |

|      | Назва серії                                | Дата виходу       |
| 2x01 | Simulations/Притворство                    | 14 жовтня 2015    |
| 2x02 | New Money/Нові гроші                       | 21 жовтня 2015    |
| 2x03 | Broken or Missing/Зламане чи втрачене      | 28 жовтня 2015    |
| 2x04 | Be First/Будь першим                       | 4 листопада 2015  |
| 2x05 | Happy Hour/Щаслива година                  | 11 листопада 2015 |
| 2x06 | Pink at Night/Рожевий вночі                | 18 листопада 2015 |
| 2x07 | The Demon Had a Spell/Демон мав заклинання | 25 листопада 2015 |
| 2x08 | Smoker/Курець                              | 2 грудня 2015     |
| 2x09 | Living Down/Живучи знизу                   | 9 грудня 2015     |
| 2x10 | Traveling Alone/Подорож на одинці із собою | 16 грудня 2015    |
| 2x11 | Lay and Pray/Лежи та молись                | 1 червня 2016     |
| 2x12 | No Fault/Немає вини                        | 8 червня 2016     |
| 2x13 | Woke Up Lonely/Прокидайся самотнім         | 15 червня 2016    |
| 2x14 | Do Not Disturb/Не турбувати                | 22 червня 2016    |
| 2x15 | Take Pills/Прийми таблетки                 | 29 червня 2016    |
| 2x16 | Halos/Ореол                                | 6 липня 2016      |
| 2x17 | Help Wanted/Охочий допомогти               | 13 липня 2016     |
| 2x18 | Cut Man                                    | 20 липня 2016     |
| 2x19 | Late to Leave/Пізно, щоб піти              | 27 липня 2016     |
| 2x20 | No Sharp Objects/Без гострих предметів     | 3 серпня 2016     |

|      | Назва серії                          | Дата виходу    |
| 3x01 | Wolf Tickets/Вовчий квиток           | 31 травня 2017 |
| 3x02 | Ritual/Ритуал                        | 7 червня 2017  |
| 3x03 | Thank You, Boys/Дякую, хлопці        | 14 червня 2017 |
| 3x04 | Head hunter/Головний вбивця          | 21 червня 2017 |
| 3x05 | Please Give/Будь ласка, дай          | 28 червня 2017 |
| 3x06 | All Talk/Усі говорять                | 5 липня 2017   |
| 3x07 | Platinum Level/Платиновий рівень     | 12 липня 2017  |
| 3x08 | Old Pueblo                           | 19 липня 2017  |
| 3x09 | Cactus/Кактус                        | 28 липня 2017  |
| 3x10 | Lie Down in the Light/Лягти в світло | 2 серпня 2017  |